# Jules Marguet
Pour les articles homonymes, voir Marguet.
Jules Marguet, né le 2 août 1817 à Boulogne-sur-Mer et mort le 17 février 1888 à Lausanne, est un ingénieur et enseignant vaudois.

## Biographie
Fils d'un ingénieur, il obtient son diplôme d'ingénieur civil à l'École centrale des arts et manufactures de Paris en 1840. Il s'établit à Lausanne où il est chargé de cours dès 1843 à la Faculté des lettres et des sciences, puis professeur extraordinaire de mathématiques et enfin professeur ordinaire de mathématiques et d'astronomie à la Faculté des sciences (1869-1888). 
Avec son père, Pierre-Joseph Marguet (1785-1870) et d'autres collègues, Jules Marguet fonde en 1853 l'école spéciale de Lausanne, établissement privé ayant pour but de "donner les connaissances théoriques et pratiques nécessaires aux jeunes gens qui se destinent aux travaux publics et aux constructions civiles". L'École polytechnique fédérale de Zurich voit le jour en 1854-1855 : à son échelle, l'école spéciale joue un rôle semblable en Suisse romande, comblant une absence regrettée par le monde économique. Parmi les 135 étudiants qui en 1864 ont suivi l'école spéciale depuis son lancement, Gabriel de Rumine. 
En 1869, l'École spéciale grâce à la qualité de son enseignement et au soutien de Louis Ruchonnet, est rattachée à l'Académie de Lausanne dont elle devient la Faculté technique. Quand l'Université sera fondée en 1890, la Faculté technique formera une section de la Faculté des sciences, l'école d'ingénieurs de l'Université. Près d'un siècle après sa fondation, en 1953, l'école d'ingénieurs cantonale devient l'École polytechnique fédérale de Lausanne. 
Jules Marguet enseigne et dirige l'école spéciale (1855-1864) puis la Faculté technique (1876-1887). Il s'engage, ainsi que d'autres professeurs de l'Académie, aux côtés d'Eugène Rambert en 1886, plaidant publiquement dans l'"Avis de quelques citoyens" pour la création d'une université vaudoise et l'affectation du legs de Gabriel de Rumine à la construction des bâtiments nécessaires.

## Sources
- « Jules Marguet », sur la base de données des personnalités vaudoises sur la plateforme « Patrinum » de la Bibliothèque cantonale et universitaire de Lausanne.
- Marc Kiener et Olivier Robert (dir.) (préf. Bernard Reymond), Dictionnaire des professeurs de l'Académie de Lausanne (1537-1890, Lausanne, Université de Lausanne, coll. « Études et documents pour servir a l'histoire de l'Université de Lausanne » (no 36), 2005, 689 p. (ISBN 978-2-940-30401-1, OCLC 878923690), p. 406-407
- Maurice Cosandey et al., Histoire de l'École polytechnique, Lausanne, 1953-1978, Lausanne, Presses polytechniques et universitaires romandes, 1999, 603 p. (ISBN 978-2-880-74395-6, OCLC 468148013), p. 1-7
- « Jules Marguet » dans le Dictionnaire historique de la Suisse en ligne.